# Ê
Ê, Êê (E cyrkumfleks) – litera alfabetu łacińskiego używana w języku walijskim, języku francuskim, języku wietnamskim, w języku portugalskim i w jèrriais. 
W języku wietnamskim reprezentuje głoskę /e/; ponieważ jest to język tonalny, przy literze Ê może wystąpić jeden z pięciu znaków tonalnych:
- Ề ề
- Ế ế
- Ể ể
- Ễ ễ
- Ệ ệ